# Java-Affenfußratte
Die Java-Affenfußratte (Pithecheir melanurus) ist ein Nagetier in der Unterfamilie der Altweltmäuse, das in Südostasien vorkommt.

## Merkmale
Die Art hat mit einer Kopf-Rumpf-Länge von 159 bis 176 mm, einer Schwanzlänge von 190 bis 213 mm und 28 bis 32 mm langen Hinterfüßen etwa dieselbe Größe wie die Malaya-Affenfußratte (Pithecheir parvus). Die Ohren sind etwa 15 mm lang und Gewichtsangaben fehlen. Kopf, Rumpf, Arme und Beine sind mit hellem orangebraunem Fell bedeckt, wobei die Unterseite deutlich heller ist. Der hintere Bereich des nackten und schwarzen Schwanzes kann als Greifschwanz benutzt werden. Weiterhin ist die Java-Affenfußratte mit ihren kurzen und breiten Hinterfüßen gut an das Klettern in Bäumen angepasst. Der große Zeh trägt eine kleine Kralle, die an einen Fußnagel oder an eine Schuppe erinnert.

## Verbreitung und Lebensweise
Die Art ist nur von wenigen Exemplaren bekannt, die vor dem Zweiten Weltkrieg im Westen Javas gefunden wurden. Funde sind aus dem Flachland und aus Gebieten, die auf 1200 Meter Höhe liegen, bekannt. In der Landschaft kommen weiterhin tropische Wälder vor, die von der Art vermutlich bevorzugt werden.
Exemplare, die zeitweilig in Gefangenschaft gehalten wurden, nahmen grüne Pflanzenteile, Bananen und Echte Grillen als Nahrung an. Die Java-Affenfußratte baut ein rundes Nest mit einem Durchmesser von etwa 150 mm aus Blättern von Bäumen, Farnen und Bambus. Es liegt versteckt im flachen Bewuchs der Wälder oder auf Bäumen hinter Epiphyten in 2 bis 3,5 Meter Höhe. Die Art ist vermutlich nachtaktiv. Zwischen April und September wurden Weibchen mit einem Jungtier dokumentiert. Dieses folgt der Mutter anfänglich, indem es sich an einer Zitze festsaugt und mit Händen und Füßen im Fell festhält.

## Bedrohung
Vermutlich stellen Waldrodungen eine Bedrohung für den Bestand dar. Das Verbreitungsgebiet hat laut Schätzungen eine Größe von maximal 2000 km². Die IUCN listet die Java-Affenfußratte als gefährdet (Vulnerable).